# Triplophyllum vogelii
Triplophyllum vogelii är en ormbunkeart som först beskrevs av William Jackson Hooker, och fick sitt nu gällande namn av Holtt. Triplophyllum vogelii ingår i släktet Triplophyllum och familjen Tectariaceae. Inga underarter finns listade.